# Kaiserin-Augusta-Straße (metropolitana di Berlino)
La stazione di Kaiserin-Augusta-Straße è una stazione della metropolitana di Berlino, sulla linea U6.